# Sean Rickman
Sean Rickman (Washington D.C., 16 oktober 1970) is een Amerikaanse jazz-, r&b- en funksinger-songwriter en producent.
Hij is vooral bekend van zijn werk met Shawn Lane, Garaj Mahal, Dapp Theory, Steve Coleman, Maxwell, Meshell Ndegeocello, Blacksheep, Phil Upchurch, David Fiucynski & Screaming Headless Torsos, Kai Eckhardt, Anthony Tidd's Quite Sane, K'Alyn, Angela Bofill en George Duke. Rickman was van 2007 tot 2011 leadzanger en drummer van Garaj Mahal en momenteel van zijn rockband Big Mouth met gitarist Leonard Stevens. Hij was ook te horen naast Herbie Hancock, Wayne Shorter en Marcus Miller tijdens de Tribute To Miles 2011-tournee. Momenteel toert en neemt Rickman op met altsaxofonist Steve Coleman, bassist Kai Eckhardt, gitarist Miles Okazaki en anderen. Hij besteedt het grootste deel van zijn offroad-tijd aan zijn educatieve site. Rickman brengt onder zijn artiestennaam The Rick zelfgeproduceerde albums uit met alle zang en alle instrumenten. Hij is de zanger en frontman van zijn powertrio.

## Biografie
Sean Rickman werd geboren in Georgetown (Washington D.C.) in een muzikale familie. Zijn vader Phil Upchurch werkte als gitarist en bassist bij Michael Jackson, Quincy Jones, B.B. King, George Benson, Curtis Mayfield, Cannonball Adderley, John Lee Hooker, Grover Washington jr., Lenny Breau en Dizzy Gillespie. Zijn moeder Renee Morris is een zangeres die Mary Magdalene speelde in Jesus Christ Superstar van Andrew Lloyd Webber. Zijn oom Joseph Morris was een drummer bij de fanfare van de Ohio University die Rickmans stokgreep inspireerde. Een andere oom Wayne Morris was een dj, die hem blootstelde aan een platencollectie zonder de grenzen van het genre. Rickman genoot ook al op jonge leeftijd van het werk van Al Green en Funkadelic. Rickman vertoonde aangeboren muzikale vaardigheden en werd beschouwd als een muzikaal wonderkind met een opmerkelijk gevoel voor ritme. Omringd door de muzikale invloed van zijn familie, zou hij rond 1-leeftijd zijn begonnen met drummen, terwijl hij begon te leren lopen. Gedurende de basisschool en de middelbare school blonk Sean uit als muzikant, zowel intramuraal als extramuraal.
In 1989 reisde Rickman van zijn geboorteplaats Washington D.C. naar Los Angeles op verzoek van zijn vader, die hem voorstelde aan de eigenaar van Third Stone Records en de Amerikaanse filmregisseur Richard Rudolph. Rudolph, bekend als "Dick" of bij zijn vrienden en familie als "Dickie", was de voormalige echtgenoot van Minnie Riperton, die met Phil Upchurch, Rickmans vader, in de kortstondige band Rotary Connection in de jaren 1960 had gewerkt. Rudolph bracht een album met matig succes uit met de band Saigon Kick. Later wees hij Rickman aan om samen te werken met de Amerikaanse producent Stewart Levine. Warner/Chappell Music Inc. contracteerde Rickman voor een uitgifte-overeenkomst en gaf hem een voorschot, dat hij gebruikte om de kosten van een entertainmentadvocaat, transport en studiokosten te dekken tijdens de rest van zijn tijd in Los Angeles eind jaren 1980 en begin jaren 1990. In de eerste maanden van 1992 keerde Sean terug naar Washington D.C. en begon hij op te treden met DC-reggaeband Blacksheep. In de laatste maanden van 1992 heeft Jamie Brown (eigenaar van Sister2Sister Magazine) Rickman aanbevolen aan Kim Jenkins van Ardent Studios in Memphis (Tennessee). Rickman verhuisde onmiddellijk naar Memphis en nam een demo op met producent Angelo Earl.
Earl plaatste hem bij rijzende ster Shawn Lane, die Rickman zich onmiddellijk herinnerde uit het Guitar Player Magazine-artikel Unknown Greats dat hij jaren eerder had gelezen. Shawn Lane werd gezocht en gecontracteerd door Jim Ed Norman, president van Warner Bros. Records in Nashville. Uiteindelijk toerde de band met Robben Ford door de Verenigde Staten en bracht het album Powers of Ten van Shawn Lane uit, dat werd geproduceerd door de legendarische Andy Johns. Dit werd gevolgd door de Tri Tone Fascination albumpublicaties, samen met twee instructievideo's op REH video. In 1993 verhuisde Rickman opnieuw naar Los Angeles om op te treden met zijn vader, veteraan muzikant Phil Upchurch. Ze toerden door Europa en traden op in Zuid-Californië. Producent Angelo Earl verhuisde naar Los Angeles om met hem samen te werken, maar ze keerden beiden terug naar hun geboorteplaats na een verwoestende aardbeving met een kracht van 6,7 in januari 1994. Na een korte periode in Washington D.C. te hebben gewoond, huurde Angela Bofill hem ter plekke in na het kijken naar zijn optreden in Washington D.C. met toetsenist Federico Gonzalez Peña en altsaxofonist Marshall Keys.
In 1994-1996 begon Rickman te toeren met Angela Bofill en werkte hij aan haar album Love in Slow Motion. In New York stelde drummer Gene Lake jr. Rickman voor aan Steve Coleman. Na een auditie met een groot aantal ervaren drummers, huurde Coleman de 25-jarige Rickman in. In de jaren 1996 tot en met 2002 toerde Rickman en nam hij vier albums op met Coleman. In 1996 begon Rickman te toeren met Maxwell. In 1999 trad Rickman toe en produceerde albums met de band Dapp Theory met pianist/componist Andy Milne. Sean nam op, produceerde en toerde met de band voor de albums New Age of Aquarius, Y'all Just Don't Know en Layers of Chance. Hij bleef bij Dapp Theory tot 2007. In 2000 toerde Rickman met Meshell Ndegeocello (met toetsenist Peña) en trad op op haar album Cookie. In 2002 werd de dvd Compositioneel Drumming uitgebracht, gevolgd door clinics en lessen in de Verenigde Staten. In 2007 vervoegde Rickman zich bij de fusionband Garaj Mahal en bleef tot 2011 bij de band.
In 2011 werd Rickman geselecteerd als drummer voor de Tribute To Miles 2011 Europese tournee met Marcus Miller, Herbie Hancock en Wayne Shorter. In 2012 herenigde Rickman zich met Steve Coleman, die Functional Arrhythmias uitbracht. Later, na voortgezette tournees, universiteitsworkshops en residenties, trad Colemans band Five Elements op en nam hij op in de legendarische Village Vanguard in New York, met Live At The Village Vanguard Vol 1 met Rickmans zinderende vaardigheden op drums.
In 2012 bracht Rickman zijn eerste soloalbum One uit onder zijn artiestennaam "The Rick". De zelfgeproduceerde cd One bevat al het oorspronkelijke materiaal met Rickman op lead- en achtergrondzang, bas, lead- en ritmegitaren, evenals drums. In 2013 lanceerde Rickman zijn website HD Video Lessons Website. In 2014 lanceerde Rickman zijn soloartiest Music Website. In 2016 bracht Rickman zijn tweede soloalbum Zoom uit als "The Rick", een zelfgeproduceerde cd zoals de eerste publicatie met al het materiaal en één cover. Rickman speelt ook alle zang en instrumenten. In 2015 voegde Sean zich bij gitarist Miles Okazaki in de band Trickster en bracht hij Trickster (2016) en The Sky Below (2019) uit.

## Discografie
- 1992: Shawn Lane – Powers of Ten (Warner Bros.)
- 1996: Angela Bofill – Love in Slow Motion (Shanachie)
- 1998: Steve Coleman – Genesis & the Opening of the Way (BMG/RCA)
- 1999: Steve Coleman – Sonic Language of Myth: Believing, Learning, Knowing (BMG/RCA)
- 2000: Kai Eckhardt – Honour Simplicity, Respect the Flow (Naim)
- 2000: Andy Milne – New Age of Aquarius (Contrology)
- 2000: Steve Coleman – The Ascension to Light (BMG/RCA)
- 2001: Various Artists – ObliqSound Sampler (ObliqSound)
- 2001: Shawn Lane – Powers of Ten Live! (King Japan)
- 2001: Shawn Lane – Tri-Tone Fascination (Eye Reckon)
- 2002: Me'Shell Ndegeocello – Cookie: The Anthropological Mixtape (Maverick)
- 2002: Anthony Tidd – Quite Sane/The Child of Troubled Times (Coolhunter)
- 2002: Steve Coleman – Alternate Dimension Series I (Label Bleu)
- 2002: Steve Coleman – Resistance Is Futile (Label Bleu )
- 2003: Dapp Theory – Y'all Just Don't Know (Concord)
- 2003: Steve Coleman – On the Rising of the 64 Paths (Label Bleu)
- 2008: Dapp Theory – Layers of Chance (Contrology/ObliqSound)
- 2010: Garaj Mahal – More Mr. Nice Guy (Owl)
- 2012: The Rick – One (Independent)
- 2013: Steve Coleman – Functional Arrhythmias (Pi)
- 2016: The Rick - Zoom (Independent)
- 2016: Miles Okazaki - Trickster (Pi)
- 2018: Steve Coleman - Live At The Village Vanguard Vol 1 (Pi)
- 2019: Miles Okazaki - The Sky Below (Pi)

## Videografie
- 1992: Shawn Lane – Power Licks (REH Video)
- 1992: Shawn Lane – Power Solos (REH Video)

- Bibsys: 14000271
- Gemeinsame Normdatei: 1136870857
- International Standard Name Identifier: 0000 0000 5038 6707
- Library of Congress Control Number: no00024971
- MusicBrainz: 5027df5d-bdd7-41de-b9a9-f36fb8901d86
- Système universitaire de documentation: 261676245
- Virtual International Authority File: 4471989
- WorldCat: E39PBJqk9tk6vCwxGkQKQxwpyd